# José Rubí Rubí
José Rubí Rubí (1899, Villaviciosa de Odón, Madrid - 28 de març de 1950) fou un militar espanyol que participà en l'alçament militar del 1936 contra la Segona República. Fou governador civil de les Illes Balears durant un mes entre el setembre i l'octubre de 1936.
Ingressà en l'Acadèmia Militar d'Enginyers el 1909 i completà els estudis el juliol 1917. El 1920 era comandant. El 1930 era tinent coronel i visità instal·lacions navals a Londres. Fou nomenat governador civil de les Illes Balears des del 17 de setembre de 1936 en substitució d'Antonio Álvarez-Ossorio, però poques setmanes després fou substituït pel militar mallorquí Mateu Torres Bestard. Durant aquests dies autoritzà una comissió per a la investigació i repressió de les activitats de la maçoneria amb autorització a fer registres domiciliaris i detencions, també feu obrir classes d'adults a tots els pobles, on s'havien d'impartir classes de formació moral i patriòtica. El 1944 fou ascendit a general d'enginyers de l'Armada. Morí el 1950 als 51 anys.